# Chuck Hammer
Chuck Hammer (New York, ...) è un chitarrista e compositore statunitense, noto soprattutto per le sue collaborazioni con Lou Reed e David Bowie. È considerato uno dei maggiori innovatori della tecnologia elettronica applicata alla musica; fu uno dei primi musicisti ad avere successo con il guitar synth, con cui sviluppò il proprio progetto Guitarchitecture. Come compositore di colonne sonore per la televisione ha ricevuto due nomination per il premio Emmy.

## Carriera
Chitarrista rock sconosciuto e in cerca di ingaggi, nel novembre 1978 fu chiamato per un'audizione a New York da Lou Reed, che rimase favorevolmente colpito dal suono della sua chitarra e lo fece entrare nel suo gruppo che si esibiva dal vivo. Lou Reed era in cerca di nuove sonorità e gli chiese di provare un guitar synth, strumento che a quel tempo era ancora una novità e che Hammer non aveva mai utilizzato. La prova fu soddisfacente e lo strumento cambiò la sua vita rendendolo famoso, il primo modello con cui accompagnò la rock-star dal vivo fu il GR-300 della Roland. Divenne quindi il chitarrista di Lou Reed, suonando nelle tournée a cui spesso partecipò anche Don Cherry. Nel 1980 prese parte alle incisioni in studio di Growing Up in Public, il decimo album di Lou Reed.
Quello stesso anno, dopo un concerto tenuto a Londra con il gruppo di Lou Reed, Hammer fu contattato da David Bowie e subito dopo gli fece avere dei nastri con il suo progetto Guitarchitecture basato sul guitar synth per l'orchestrazione di brani sia dal vivo che in studio. Bowie e il produttore Tony Visconti li apprezzarono e dopo un'audizione Hammer fu ingaggiato per suonare nell'album Scary Monsters (and Super Creeps) i brani Teenage Wildlife e soprattutto Ashes to Ashes, che divenne uno dei singoli di maggior successo del musicista inglese. Per questo album utilizzò il guitar synth Roland GR-500 manipolato con armonizzatore Eventide e con delay multipli su nastro magnetico.
Sia Bowie che Reed lo incoraggiarono quindi ad intraprendere la carriera da solista e Hammer, forte di questi appoggi, prese contatti con la Arista Records, l'etichetta che pubblicava gli album di Reed. La scelta si rivelò un disastro, Bowie rinunciò a fare un tour promozionale per Scary Monsters e Reed, che doveva produrre il disco, si chiuse in un periodo di isolamento. Inoltre, il dirigente della Arista con cui era in trattative lasciò proprio in quel periodo la compagnia. Fu un momento particolarmente duro della sua carriera, ritrovandosi disoccupato e senza soldi dopo i grandi successi degli anni precedenti.

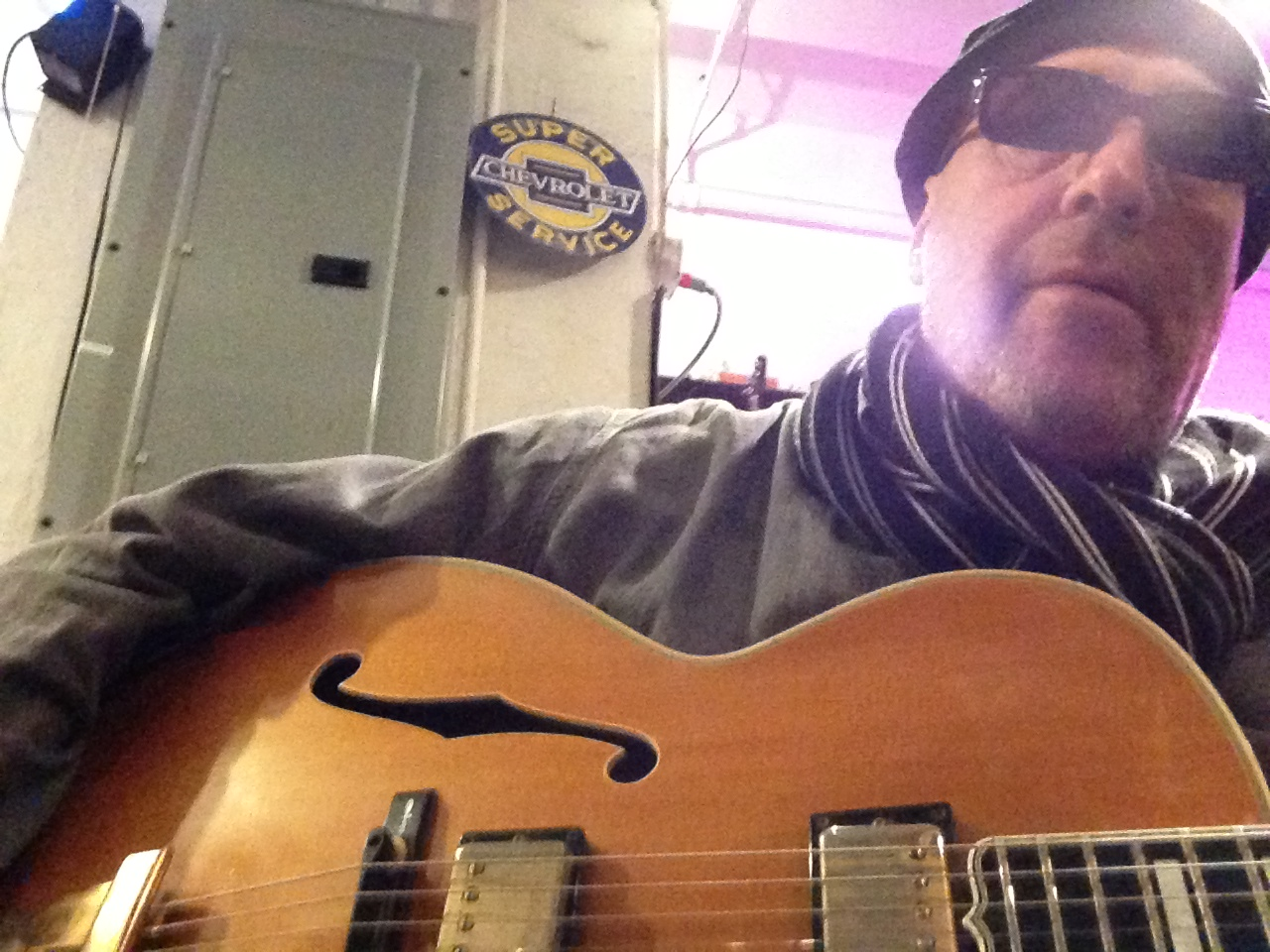
Chuck Hammer nel 2012

Si risollevò componendo musiche soprattutto per documentari e serie televisive, apparendo in 28 produzioni nel periodo tra il 1983 e il 2017. Come compositore di colonne sonore ricevette due nomination per il premio Emmy, una relativa a un documentario della National Geographic per bambini e una per una serie televisiva di una rete newyorkese di proprietà del New York Times.
In quegli anni non abbandonò il progetto di sperimentazione Guitarchitecture, pubblicando per la Ava Interact da lui fondata quattro dischi in cui il suo guitar synth si accompagna a evoluti processi di composizione elettronica e due eseguiti con chitarra acustica. Collaborò inoltre con importanti musicisti come Laurie Anderson, Nile Rodgers e Arlo Guthrie. Nel 2016 uscì il suo disco Blind to Blind, con cui mise da parte le sperimentazioni elettroniche per dedicarsi al jazz con il contributo dei quotati musicisti Billy Martin, Jamaaladeen Tacuma e Jamie Saft, ispirandosi ai lavori di Miles Davis. Ognuno dei musicisti suonò per conto proprio sulla base preparata da Hammer, che lasciò gli altri liberi di suonare come meglio credevano, ne raccolse quindi i contributi e iniziò un paziente lavoro di scelta dei passaggi musicali, di minuziosa elaborazione e di montaggio. L'intero processo richiese tre anni di intenso lavoro. Nel 2017 pubblicò l'album Path Heart Traverse.

## Discografia
- Glacial Guitars - Guitarchitecture
- Cathedral Guitars - Guitarchitecture (acustico)
- Avignon Crosses - Guitarchitecture (acustico)
- Moonless Night - Guitarchitecture
- Shelter Curve - Guitarchitecture
- Arctic Circles - Guitarchitecture
- 2016 Blind On Blind (con Billy Martin, Jamaaladeen Tacuma e Jamie Saft)
- 2017 Path Heart Traverse

### Collaborazioni

#### Con Lou Reed
- 1980 Growing Up in Public

#### Con David Bowie
- 1980 Scary Monsters (and Super Creeps)

#### Con Laurie Anderson
- 1984 Mister Heartbreak

#### Con Arlo Guthrie
- 1986 Someday